# Lijst van voetbalinterlands Nicaragua - Puerto Rico
Deze lijst van voetbalinterlands is een overzicht van alle officiële voetbalwedstrijden tussen de nationale teams van Nicaragua en Puerto Rico. De landen speelden tot op heden zes keer tegen elkaar. De eerste ontmoeting was een vriendschappelijke wedstrijd op 28 februari 1974 in Santo Domingo (Dominicaanse Republiek). Het laatste duel, eveneens een vriendschappelijke wedstrijd, werd gespeeld in Pawtucket (Verenigde Staten) op 1 juni 2025.

## Wedstrijden
| № | Plaats        | Datum            | Competitie        | Wedstrijd               | Uitslag |
| - | ------------- | ---------------- | ----------------- | ----------------------- | ------- |
| 1 | Santo Domingo | 28 februari 1974 | Vriendschappelijk | Nicaragua − Puerto Rico | 2 − 1   |
| 2 | Managua       | 24 februari 2012 | Vriendschappelijk | Nicaragua – Puerto Rico | 1 – 0   |
| 3 | Managua       | 26 februari 2012 | Vriendschappelijk | Nicaragua – Puerto Rico | 4 – 1   |
| 4 | Bayamón       | 1 juni 2012      | Vriendschappelijk | Puerto Rico – Nicaragua | 3 – 1   |
| 5 | Bayamón       | 3 juni 2012      | Vriendschappelijk | Puerto Rico – Nicaragua | 1 – 1   |
| 6 | Pawtucket     | 1 juni 2025      | Vriendschappelijk | Puerto Rico − Nicaragua | 1 − 1   |

## Samenvatting
| Competitie        | Totaal gespeeld | Winst Nicaragua | Gelijk | Winst Puerto Rico | Doelsaldo Nicaragua – Puerto Rico |
| ----------------- | --------------- | --------------- | ------ | ----------------- | --------------------------------- |
| Vriendschappelijk | 6               | 3               | 2      | 1                 | 10 − 7                            |
| Totaal            | 6               | 3               | 2      | 1                 | 10 − 7                            |

FNF · 
A-internationals · 
Nicaraguaans vrouwenelftal
Anguilla ·
Argentinië ·
Bahama's ·
Barbados ·
Belize ·
Bermuda ·
Bolivia ·
Colombia ·
Costa Rica ·
Cuba ·
Curaçao ·
Dominica ·
Dominicaanse Republiek ·
El Salvador ·
Ghana ·
Guatemala ·
Haïti ·
Honduras ·
Iran ·
Jamaica ·
Kaaimaneilanden ·
Mexico ·
Montserrat ·
Nederlandse Antillen ·
Panama ·
Paraguay ·
Peru ·
Puerto Rico ·
Saint Kitts en Nevis ·
Saint Vincent en de Grenadines ·
Suriname ·
Trinidad en Tobago ·
Turks- en Caicoseilanden ·
Uruguay ·
Venezuela ·
Verenigde Staten
FPF · 
A-internationals · 
Puerto Ricaans vrouwenelftal
1940 · 
1941 · 
1942 · 
1943–1945 · 
1946 · 
1947 · 
1948 · 
1949 · 
1950–1958 · 
1959 · 
1960–1961 · 
1962 · 
1963 · 
1964 · 
1965 · 
1966 · 
1967 · 
1968 · 
1969 · 
1970 · 
1971 · 
1972 · 
1973 · 
1974 · 
1975 · 
1976 · 
1977 · 
1978 · 
1979 · 
1980 · 
1981 · 
1982 · 
1983 · 
1984 · 
1985 · 
1986 · 
1987 · 
1988 · 
1989–1990 · 
1991 · 
1992 · 
1993 · 
1994 · 
1995 · 
1996 · 
1997 · 
1998 · 
1999 · 
2000 · 
2001 · 
2002 · 
2003 · 
2004 · 
2005 · 
2006–2007 · 
2008 · 
2009 · 
2010 · 
2011 · 
2012 · 
2013 · 
2014 · 
2015 · 
2016 ·
2017 ·
2018 ·
2019 ·
2020 ·
Anguilla ·
Antigua en Barbuda ·
Aruba ·
Bahama's ·
Barbados ·
Belize ·
Bermuda ·
Britse Maagdeneilanden ·
Canada ·
Colombia ·
Costa Rica ·
Cuba ·
Curaçao ·
Dominicaanse Republiek ·
El Salvador ·
Grenada ·
Guatemala ·
Guyana ·
Haïti ·
Honduras ·
India ·
Indonesië ·
Jamaica ·
Kaaimaneilanden ·
Nederlandse Antillen ·
Nicaragua ·
Panama ·
Saint Kitts en Nevis ·
Saint Lucia ·
Saint Vincent en de Grenadines ·
Spanje ·
Suriname ·
Trinidad en Tobago ·
Venezuela ·
Verenigde Staten